# إريغون 163
إريغون 163 (بالإنجليزية: 163 Erigone) هو كويكب، يقع ضمن حزام الكويكبات. اكتشف في 26 أبريل 1876. وقد اكتشفه هنري جوزيف أناستاز.

## روابط خارجية
- إريغون 163 في قاعدة بيانات مختبر الدفع النفاث لأجرام النظام الشمسي الصغيرة

- الاكتشاف · مخطط المدار ·  العناصر المدارية · المعلمات المادية

- إريغون 163 على موقع ويكي سكاي: DSS2, SDSS, GALEX, IRAS, Hydrogen α, X-Ray, Astrophoto, Sky Map, Articles and images